# Mason Daring
Mason Daring (Filadélfia, Pensilvânia, 21 de Setembro de 1949) é um músico e compositor para filmes e série.
 Em 1980, Mason Daring inicia uma colaboração com John Sayles.
Com a parceria Daring/Sayles:
- Return of the Secaucus Seven (1980) (O Regresso dos Secaucus Seven)
- Matewan (1987)
- City of Hope (1991) (Cidade de Esperança)
- Passion Fish (1992) (O Peixe do Amor)
- The Secret of Roan Inish (1994) (O Segredo de Roan Inish)
- Lone Star (1996) (Lone Star - Um Corpo no Deserto)
- Limbo (1999)
- Casa de los Babys (2003)
- Silver City (2004) (Em Campanha)
- Honeydripper (2007) (Honeydripper - Do Blues ao Rock)